# 乙葉
乙葉（おとは、1981年〈昭和56年〉1月28日 - ）は、日本の女優、タレント、元グラビアアイドル。
長野県北安曇郡池田町出身（出生地は東京都田無市〈現・西東京市〉）。ノットカンパニー所属。現在は東京都在住。
夫はお笑いタレントの藤井隆。

## 来歴
長野県大町高等学校（現・長野県大町岳陽高等学校）、武蔵野女子大学（現・武蔵野大学）文学部国文学科卒業。
生後3ヶ月で田無市から長野県豊科町（現・安曇野市）へ、その後、4歳の時に池田町に引っ越し、それから高校卒業まで池田町で過ごす。引っ越した理由は、父が「東京で子供を育てたくない」ということだった（長野県は父の故郷でもある）。高校卒業後、大学進学のために上京。入学から数ヶ月経って、原宿で1人で買い物をしているところをスカウトされ、在学中に芸能界入り。当初は本名の吉田和代で活動していたが、ほどなく現在の芸名である「乙葉」に改名した。芸名の由来は「乙女の葉っぱという意味で、『葉』が『菜』になって大人になるのはいつだろう、というニュアンス」というのが表の理由で、「名付け親の一人であるプロデューサーの友人の彼女の名前」というのが裏の理由だという。
2002年に歌手デビューし、以降の半年間にアルバム2枚、シングル1枚をリリース。2004年4月14日、レコード会社を移りアルバムをリリースした。2005年5月7日に、お笑いタレント藤井隆との婚約を発表。同月9日に2人で記者会見を行った。7月29日に婚姻届を提出、その翌日に都内のホテルで挙式・披露宴を行った。2007年10月29日、都内の病院で第1子（女児）を出産。
2008年からは着物のプロデュースも手掛けている。2015年8月22日放送の『さんまのまんま』（関西テレビ）に藤井隆とともに出演。テレビ番組での夫婦共演は結婚10周年で初となる。同年、「いい夫婦 パートナー・オブ・ザ・イヤー 2015」を藤井とともに受賞。2019年12月31日をもってエンプロを離れ、ノットカンパニーへ移籍したことを2020年1月6日に発表。
同日、公式サイト「乙葉Official Site」を開設。

## 人物
引っ込み思案で争いごとが嫌い。堅実で安定志向。かつ、のんびり屋。非常に、おっとりした性格である。
格言好き。座右の銘は「出る杭は打たれる」「触らぬ神にたたりなし」など、自身の性格を反映した危機回避をうたったものをあげている。趣味は文章を書くこと。毎月の最終月曜日に、出身地である長野県の地方紙信濃毎日新聞にコラム「乙葉のオトハチックに」を連載している。
高校3年の時には伊藤園の「お〜いお茶」の俳句コンテストで入賞した（その時の作品は「雪溶けて 開花開始の 桜と私」である）。

## 出演作品（テレビ）

### レギュラー
- 梅沢富美男と東野幸治のまんぷく農家メシ!（NHK） - 語り
- 土曜はナニする!?（関西テレビ） - 準レギュラー

### 過去のレギュラー
- 女神の欲望（テレビ東京）
- 梁山泊（スペースシャワーTV）
- どっちの料理ショー（読売テレビ）
- 大改造!!劇的ビフォーアフター（ABCテレビ）
  - 「ビフォーアフター」のレギュラー出演は2005年4月から2006年3月の1年間だったが、2006年1月以降は同時間帯放送のNHK大河ドラマ「功名が辻」に出演する週には出演しなかった。その際の代役は吉岡美穂などが務めた。なお、「ビフォーアフター」は2006年3月19日をもって、レギュラー放送を一旦終了した。
- 笑っていいとも!（フジテレビ）
  - 2003年9月29日 - 2005年3月28日：月曜レギュラー
  - 2005年4月5日 - 9月27日：火曜レギュラー
  - 2005年10月5日 - 2006年3月29日：水曜レギュラー
  - 2009年5月18日：ゲスト出演
- 笑っていいとも!増刊号（2003年10月5日 - 2006年4月2日、フジテレビ）
- 体操の時間。（フジテレビ）
- 日立 世界・ふしぎ発見!（TBS） - 準レギュラー
- がっちりマンデー!!（TBS） - 進藤晶子の代行
- ここが聞きたい!名医にQ（2008年4月 - 2011年3月、NHK教育）
- 爆笑 大日本アカン警察（2011年5月22日、フジテレビ） - ジャッジゲスト
- 奥の深道（2012年5月11日、フジテレビ）

### テレビドラマ
- ハッピィサルベージ（2000年4月 - 6月、テレビ朝日）
- 嫉妬の香り（2001年10月 - 12月、テレビ朝日）
- 逮捕しちゃうぞ（2002年10月 - 12月、テレビ朝日） - 二階堂頼子 役
- よい子の味方 〜新米保育士物語〜（2003年1月 - 3月、日本テレビ） - 大本るみ 役
- きみはペット（2003年4月 - 6月、TBS） - 栗本春香 役
- ゆうれい、貸します〜お染・恋の七変化〜（2003年6月 - 7月、NHK金曜時代劇） - みつ 役
- 共犯者（2003年10月 - 12月、日本テレビ） - 小田広海 役
- 新選組! 第1話（2004年1月11日、NHK） - おしず 役
- 乱歩R 第1話（2004年1月12日、読売テレビ） - 杉本美弥子 役 ※このドラマで藤井隆と共演（藤井との共演はそれ以前にもあり）したことをきっかけに、交際・結婚に至った
- 警視庁鑑識班2004 第4話（2004年2月4日、日本テレビ系） - 佐久間英里子 役
- ごくせん 第2シリーズ（2005年1月 - 3月、日本テレビ） - 白鳥ひとみ 役
- 離婚弁護士II〜ハンサムウーマン〜 第2話（2005年4月26日、フジテレビ） - 上野美香 役
- あいのうた 第1話・第4話（2005年10月12日・11月2日、日本テレビ） - 愛ちゃん 役（菅野美穂演じる主人公の小学校時代の同級生）
- 功名が辻（2006年1月 - 12月、NHK） - とし 役（中村一氏の妻）
- ドラマコンプレックス （日本テレビ）
  - 「伝説の秋田犬 ハチ」（2006年1月10日） - 上野千鶴子 役
  - 「贅沢なお産」（2006年5月30日） - 小松美穂 役
- 逃げるは恥だが役に立つ 第11話（最終話）（2016年12月20日、TBS） - 日野登志子（秀司の妻） 役 ※日野秀司を演じたのは藤井隆
- 監獄のお姫さま（2017年10月17日 - 12月19日、TBS） - 板橋晴海 役[14]
- 遺留捜査 第5シリーズ 第3話（2018年7月26日、テレビ朝日） - 小島千鶴 役
- 警視庁・捜査一課長 スペシャル（2019年10月13日、テレビ朝日） - 須村順子 役
- 検事・佐方 〜恨みを刻む〜（2020年9月6日、テレビ朝日） - 室田公子 役
- 管理官キング（2022年1月6日、テレビ朝日） -  宝生ひかり 役
- お迎え渋谷くん（2024年4月2日 - 6月18日、関西テレビ・フジテレビ） - 渋谷遥 役[15]
- ギークス～警察署の変人たち～（2024年8月29日、フジテレビ）- 城之内エミリ 役

### 映画
- いぬのえいが（2004年、ザナドゥー） - 知美 役
- Jam Films S（2005年）
- 仮面ライダー電王 プリティ電王とうじょう!（2020年、東映） - マイ 役[16]

### 舞台
- 鈍獣（2004年、パルコプロデュース）

## 出演作品（声優）

### テレビアニメ
- GetBackers-奪還屋-（2002年） - 水城夏実 役[17]

### 劇場アニメ
- それいけ!アンパンマン コキンちゃんとあおいなみだ（2006年） - コキンちゃん 役
- 劇場版 どうぶつの森（2006年） - ぺりこ 役

### 吹き替え
- 50回目のファースト・キス（2005年） - ルーシー・ホイットモア 役
- ボス・ベイビー（2018年） - ティムのママ 役[18]

### ラジオ
- 乙葉っスル（CBCラジオ、他JRN）

### CM
- 東京電力（でんこちゃんの声）
- NEC
- オリコ
- ユニリーバ・ジャパン「レセナ」
- 大塚製薬
- ミツカン「かつお節つゆ」
- 花王「メリット」 ※藤井隆と共演
- アメリカンファミリー生命保険会社
- アリナミン製薬「ベンザブロックS」
- 株式会社ミホミ「こっこ」 - TVCMは静岡ローカル
- トヨタ自動車「ポルテ」
- バスクリン「薬用ソフレ」（2015年）[19]
- リーブ21「女性専用体験コース エメラルドプラン」
- カプコン「デビルメイクライ」 ※イメージガール（2001年）[20]
- アートネイチャー
- サントリー
  - 「健康系カテキン式」
  - 「ボス カフェベース」（2020年 - 2021年）※藤井隆と共演
- 日本コカ・コーラ「ジョージア」
- DCキャッシュワン ※東京三菱キャッシュワンから社名を変更
- NTT東日本長野支店
- ダイハツ工業「ミラ」 ※7種類ものCMが同じ期間にオンエアされていた。
- 養命酒製造「養命酒」※藤井隆と共演
- ユニ・チャーム「シルコットウェット」[21]
- ジョンソン「ファミリーガード」（2021年）
- ニップン「ニップン ハート」（2021年）[22]
- SUBARU「レヴォーグ レイバック」（2023年9月 - ）※藤井隆と共演

### その他
- ワールドプロレスリング（テレビ朝日、2001年 - 2002年） - 番組イメージキャラクター
- キンモクセイ「七色の風」 - プロモーションビデオ
- その時歴史が動いた（NHK、2006年5月17日放送） - ナレーター
- 体操の時間。（フジテレビ系、2007年4月 - 2008年3月）体操曲「メキラブピース 〜ピッタンペッタン体操〜」 - 歌唱（出演無し）
- キッセイ薬品スペシャル「安曇野わんぱく日和 〜槍ヶ岳に挑む・湧水に遊ぶ・田園列車の旅〜」（abn・テレビ朝日系 2011年5月29日） - 司会

## ディスコグラフィ

### シングル
- 一秒のリフレイン（2002年10月30日） - GetBackers -奪還屋-  エンディングテーマ

### アルバム
- OtohaCD Volume 1
- OtohaCD Volume 2
- Sentez le coeur〜feel a heart〜

### 参加作品
- make over（2015年6月17日） - 藤井隆『Coffee Bar Cowboy』収録[23]

## 作品

### VHSのみ
- 乙葉 初めてのO・TO・HA（ソフト・オン・デマンド）

### DVD
- Final Beauty 乙葉（2000年11月、ハピネット・ピクチャーズ）
- ファイブスター 乙葉 Flavor（2000年12月、ポニーキャニオン）
- 乙葉 G-taste（2001年7月、キングレコード）
- D-Splash! 乙葉（2001年11月、キングレコード）
- 乙葉 : UREI（憂い）（2002年3月、ネクスト）
- OTOHA!? NO MORE（2002年9月、JVD）
- 乙葉 / スペシャルDVD（2002年11月、h.m.p）
- D-Splash! Special Price DVD（2004年8月、キングレコード）

### 写真集
- PHO・10・8 乙葉写真集（2000年4月、英知出版） ISBN 978-4-7542-1253-7
- BOOB OTOHA 乙葉写真集（2000年7月、ソフトガレージ） ISBN 978-4-921068-59-2
- otoha - 乙葉写真集（2001年4月、集英社） ISBN 978-4-08-780324-2
- トレカブックG-taste 乙葉編（2001年7月、講談社） ISBN 978-4-06-345193-1
- 月刊乙葉 SHINCHO MOOK（2001年8月、新潮社） ISBN 978-4-10-790087-6
- 乙葉写真集 Love Story（2001年12月、ワニブックス） ISBN 978-4-8470-2689-8
- 乙葉本（オトハゴコロ）（2001年12月、アスペクト） ISBN 978-4-7572-0891-9
- 乙葉DIARY 二〇〇二－二〇〇三（2002年2月、角川書店） ISBN 978-4-04-900265-2
- dernier 乙葉写真集（2002年7月、フォーブリック） ISBN 978-4-89461-903-6
- 乙葉写真集 R.G.B〜otoha's 3 colors セパレートスタイルDVDマガジンシリーズ（2003年9月、エンターブレイン）
- 乙葉写真集「SWEET HONEY」（2005年3月、ワニブックス） ISBN 978-4-8470-2848-9

### 書籍
- 10years 乙葉ののんびり日記（2008年11月、アメーバブックス） ISBN 978-4-344-99128-6

- いわさきちひろ 100th ANNIVERSARY BOOK (2018年、e-MOOK)